# Distretto di Constitución
Il distretto di Constitución è uno degli otto distretti della provincia di Oxapampa, in Perù. Si trova nella regione di Pasco e si estende su una superficie di  chilometri quadrati.
Istituito il 14 giugno 2010, ha per capitale la città di Constitución.